# Обыкновенная ремневидная змея
Обыкновенная ремневидная змея (лат. Imantodes cenchoa) — вид неядовитых змей из семейства ужеобразных.

## Описание
Общая длина достигает 2 м. Голова толстая, выглядит раздутой. Глаза большие с вертикальными зрачками. Имеет чрезвычайно тонкое и уплощённое туловище. Основной тон окраски бледно-коричневый с тёмно-коричневыми поперечными полосками вдоль спины, иногда полоски разорваны посередине, тогда рисунок состоит из 2-х параллельных рядов пятен.

## Образ жизни
Любит влажные леса и сухие тропические леса. Встречается на высоте до 1620 м над уровнем моря. Держится исключительно на деревьях и кустах. Активна ночью. Питается древесными лягушками, мелкими ящерицами, в частности гекконами, анолисами, а также их яйцами.
Это яйцекладущая змея. Самка откладывает до 12 продолговатых яиц.

## Распространение
Обитает от южной Мексики через Центральную Америку до Парагвая и северной Аргентины в Южной Америке.

## Подвиды
Образует 3 подвида:
- Imantodes cenchoa cenchoa
- Imantodes cenchoa leucomelas
- Imantodes cenchoa semifasciatus